# Manned Orbiting Laboratory

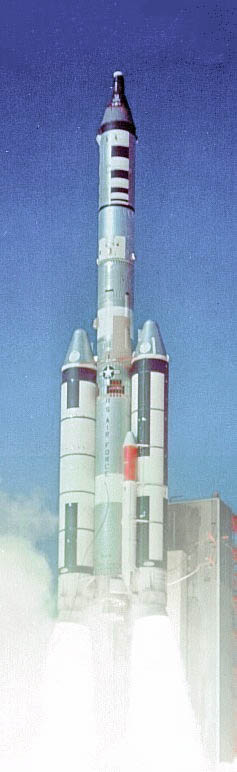
Lançamento de teste de uma maqueta do MOL.

O Manned Orbiting Laboratory (MOL), originalmente conhecido como Manned Orbital Laboratory (Laboratório Orbital Tripulado), foi um projeto da Força Aérea dos Estados Unidos para a construção de uma estação espacial tripulada militar. Ele foi criado na sequência do cancelamento do projeto Dynasoar em 1969, que também foi cancelada.

## Projeto
Ele teria se tratado de uma estação com um ambiente interno composto de hélio e oxigênio. A estação seria lançada com uma cápsula Gemini alterada (Gemini B) acoplada tripulada. A cápsula teria uma abertura no escudo térmico para a tripulação pudesse aceder à estação e retornar à terra a bordo da mesma cápsula.
O MOL era destinada a experiências de reconhecimento militar usando câmeras ópticas e de radar, interceptação e inspeção de satélites, testando as unidades de manobra pessoais e avaliação da utilidade da nave espacial tripulada em órbita.
Após o seu cancelamento, alguns dos sistemas de reconhecimento óptico acabaram sendo usados em satélites espiões da série KH, e alguns experimentos foram conduzidos a bordo da estação Skylab.

## Especificações
- Tripulação: 2
- Vida operacional: 40 dias
- Órbita: polar ou síncrona com o Sol
- Comprimento: 21,92 m
- Diâmetro máximo: 3,05 m
- Volume habitável: 11,3 m3
- Massa: 14.476 kg
- Carga útil: 2700 kg